# Nelligen
Nelligen är en ort i Australien. Den ligger i kommunen Eurobodalla och delstaten New South Wales, i den sydöstra delen av landet, omkring 220 kilometer sydväst om delstatshuvudstaden Sydney. Antalet invånare är 226.
Runt Nelligen är det glesbefolkat, med 9 invånare per kvadratkilometer.. Närmaste större samhälle är Batemans Bay, nära Nelligen. 
I omgivningarna runt Nelligen växer i huvudsak städsegrön lövskog. Genomsnittlig årsnederbörd är 1 370 millimeter. Den regnigaste månaden är mars, med i genomsnitt 189 mm nederbörd, och den torraste är juli, med 28 mm nederbörd.